# Robert Cattrall
Robert Cattrall, född den 7 oktober 1957 i Braintree, Storbritannien, är en brittisk landhockeyspelare.
Han tog OS-brons i herrarnas landhockeyturnering i samband med de olympiska landhockeytävlingarna 1984 i Los Angeles.